# IC 1588
IC 1588 ist eine linsenförmige Galaxie vom Hubble-Typ S0 im Sternbild Walfisch südlich der Ekliptik. Sie ist schätzungsweise 734 Mio. Lichtjahre von der Milchstraße entfernt und hat einen Durchmesser von etwa 155.000 Lichtjahren.

Im selben Himmelsareal befinden sich u. a. die Galaxien NGC 276, IC 1587, IC 1599.
Das Objekt wurde am 3. November 1898 von DeLisle Stewart entdeckt.